# Tossal d'en Punyet
El Tossal d'en Punyet és una muntanya de 511,4 metres que es troba entre els municipis de Blancafort, Montblanc i Pira, a la comarca de la Conca de Barberà.
Al cim podem trobar-hi un vèrtex geodèsic (referència 265124001).